# Dracaena hewittii
Dracaena hewittii är en sparrisväxtart som beskrevs av Henry Nicholas Ridley. Dracaena hewittii ingår i släktet dracenor, och familjen sparrisväxter. Inga underarter finns listade i Catalogue of Life.